# Rue Meynadier
Pour les articles homonymes, voir rue Meynadier (homonymie).
La rue Meynadier est une voie du 19e arrondissement de Paris, en France.

## Situation et accès
La rue Meynadier est une voie publique située dans le 19e arrondissement de Paris. Elle débute au 4, place Roger-Madec et se termine au 97, rue de Crimée.

## Origine du nom
Cette rue doit son nom au général Meynadier, défenseur du quartier en 1814.

## Historique
Cette rue ouverte par la Ville de Paris, en 1862, lors de la création du parc des Buttes-Chaumont prend sa dénomination actuelle par un décret du 10 août 1868 :
Décret du 10 août 1868
« Napoléon, etc., 

Sur le rapport de notre ministre secrétaire d’État au département de l'Intérieur,
Vu l'ordonnance du 10 juillet 1816 ;
vu les propositions de M. le préfet de la Seine ;
Avons décrété et décrétons ce qui suit :
Article 15. — La rue nouvelle ouverte entre l'avenue Laumière, la rue de Mexico et la rue de Crimée, prendra le nom de « rue Meynadier ».
etc.
Article 17. — Notre ministre secrétaire d'État au département de l'Intérieur est chargé de l'exécution du présent décret.
Fait au palais de Fontainebleau, le 10 août 1868. »

## Bâtiments remarquables et lieux de mémoire
Toute la rue est bordée par des façades d'immeubles (qui sont pour la plupart de type haussmannien, dont ceux des numéros 4 et 6 ornés de mascarons), presque en continu, sauf à l'exception notable, côté pair, de l'emplacement d'une parcelle de verdure située entre les immeubles des numéros 12 et 14. Un mur de pierre, soutenant une butte arborée en surplomb de la rue, y longe le trottoir, et à la gauche de celui-ci, un portail métallique surmonté d'une croix est l'accès secondaire à ce pittoresque site, enchâssé à l'intérieur du pâté de maisons, où sont implantés l'église orthodoxe russe Saint-Serge (au sommet de la butte et visible depuis la rue Meynadier à travers la végétation) et les bâtiments de l'Institut de théologie orthodoxe Saint-Serge (l'accès principal à ce lieu est situé au 93, rue de Crimée).